# Elecciones legislativas de Argentina de 1985
Las elecciones legislativas de Argentina de 1985 se realizaron el 3 de noviembre del mencionado año para renovar la mitad de las bancas de la Cámara de Diputados, cámara baja del Congreso de la Nación Argentina, siendo las primeras elecciones escalonadas que se realizaban con éxito en Argentina desde 1965. Fueron, por lo tanto, las primeras elecciones legislativas que se celebraban en Argentina bajo una administración constitucional. Debido a que las anteriores elecciones se realizaron finalizando la dictadura militar, los 127 diputados que se reemplazaron en estos comicios solo cumplieron la mitad del mandato constitucional (1983-1985). La última vez que se había realizado una elección de medio término fue en 1965, con el Partido Justicialista (PJ) proscrito e impedido de participar, por lo que estas serían las primeras legislativas de medio término completamente libres que tendría que enfrentar un gobierno desde 1954.
En estas elecciones la oficialista Unión Cívica Radical (UCR), del presidente Raúl Alfonsín, obtuvo una amplia victoria con el 43,58% de los sufragios, preservando su mayoría absoluta en la Cámara con una banca más que en las anteriores elecciones, pero decreciendo ligeramente su nivel de votos con respecto a su victoria arrolladora en 1983. Su principal opositor, el Partido Justicialista (PJ), que concurrió a los comicios realizando varias alianzas con partidos distritales, lejos de incrementar su caudal de votos, obtuvo un resultado desastroso al conseguir cerca de 450.000 sufragios menos y perder diez bancas con respecto a las anteriores elecciones. Se quedó con el 35,01% de los votos, todavía nueve puntos por debajo del oficialismo. A nivel provincial, la UCR triunfó en casi todos los distritos, excepto en Formosa, La Rioja, y Tierra del Fuego, donde triunfó el PJ, y en Corrientes, donde ganó el Pacto Autonomista - Liberal (PAL).
En cuanto a los terceros partidos, el tercer partido más importante, el Partido Intransigente (PI) logró recuperarse ligeramente con respecto a las anteriores elecciones, obteniendo el 6,07% de las preferencias, aunque estuvo todavía casi treinta puntos por debajo del PJ y no representó una amenaza directa al bipartidismo imperante, con solo seis diputados. La Unión del Centro Democrático (UCeDé) de Álvaro Alsogaray, continuó incrementando sus resultados, logrando el cuarto lugar en voto popular, igualado a una coalición del Pacto Autonomista - Liberal, el Partido Federal y el Partido Demócrata Progresista en cuanto a número de bancas. El resto de las bancas fueron ocupadas por pequeños partidos provinciales, que no obtuvieron más de dos diputados. El radical Juan Carlos Pugliese fue reelegido como presidente de la Cámara. Los cargos electos asumieron el 10 de diciembre de 1985.
Varios analistas coinciden en que la victoria de la UCR, en un contexto nacional de crisis económica, se debió más al compromiso democrático de la población que a su obra de gobierno, específicamente por el Juicio a las Juntas, que consistía en el enjuiciamiento a las cúpulas militares por crímenes de lesa humanidad y que por aquel entonces estaba atravesando su fase final. Dicho juicio obtuvo atención internacional por ser el primer juicio de su tipo a nivel global.
Estas elecciones serían las últimas legislativas de medio término hasta el triunfo de la alianza Cambiemos en 2017 en las que triunfaría un oficialismo no peronista. También serían las últimas hasta 2017 en las que una fuerza política conseguiría imponerse en los cinco distritos más poblados (Buenos Aires, Córdoba, Santa Fe, Capital Federal y Mendoza). Entre 1987 y 1997 el Partido Justicialista ganó todas las elecciones que se celebraron, y tras la derrota de la Alianza en 2001, el Frente para la Victoria ganaría las legislativas celebradas entre 2003 y 2015. Estos comicios también fueron la última victoria electoral nacional de la UCR por sí sola.

## Reglas electorales
Las reglas electorales fundamentales que rigieron la elección legislativa fueron establecidas en el texto constitucional entonces vigente (Reforma constitucional 1957) y la Ley N.º 22.838 del 23 de junio de 1983, sancionada por el dictador Reynaldo Bignone "en uso de las atribuciones conferidas el Estatuto para el Proceso de Reorganización Nacional".
Las principales reglas electorales para la elección legislativa fueron:
- Representación proporcional mediante sistema d'Hondt por listas cerradas en distritos plurinominales.
- No participan en la asignación de cargos las listas que no logren un mínimo del 3% del padrón electoral del distrito
- Un mínimo de cinco diputados por distrito.
- Dos diputados por Territorio Nacional.

## Cargos a elegir
| Provincia           | Bancas totales | A renovar |
| ------------------- | -------------- | --------- |
| Buenos Aires        | 70             | 35        |
| Capital Federal     | 25             | 13        |
| Catamarca           | 5              | 3         |
| Chaco               | 7              | 4         |
| Chubut              | 5              | 2         |
| Córdoba             | 18             | 9         |
| Corrientes          | 7              | 3         |
| Entre Ríos          | 9              | 5         |
| Formosa             | 5              | 2         |
| Jujuy               | 6              | 3         |
| La Pampa            | 5              | 3         |
| La Rioja            | 5              | 2         |
| Mendoza             | 10             | 5         |
| Misiones            | 7              | 3         |
| Neuquén             | 5              | 3         |
| Río Negro           | 5              | 2         |
| Salta               | 7              | 3         |
| San Juan            | 6              | 3         |
| San Luis            | 5              | 3         |
| Santa Cruz          | 5              | 3         |
| Santa Fe            | 19             | 9         |
| Santiago del Estero | 7              | 3         |
| Tierra del Fuego    | 2              | 2         |
| Tucumán             | 9              | 4         |
| Total               | 254            | 127       |

## Contexto histórico
Tras la restauración de la democracia en octubre de 1983, la primera victoria electoral de la Unión Cívica Radical en décadas, el país había iniciado un proceso de cambio. La victoria de Alfonsín marcó de manera significativa un nuevo comienzo para la Argentina. El más importante de estos cambios fue una nueva relación entre el Ejército y el gobierno argentino, con Alfonsín buscando eliminar el poder político de las Fuerzas Armadas de manera progresiva. Además, se había logrado aprobar, por medio de un plebiscito no vinculante, un Tratado de Paz y Amistad entre Argentina y Chile que puso fin al conflicto del Beagle. La economía continuó dominando la dinámica política, sin embargo, con una preocupación exacerbada por la crisis económica heredada del régimen anterior.
El principal sindicato del país, la Confederación General del Trabajo (CGT) era muy cercano al principal opositor de Alfonsín, el Partido Justicialista. La tensión evidente entre la CGT y Alfonsín durante 1984 (a pesar de las políticas populistas del presidente), se convirtió en abierta hostilidad a partir de febrero de 1985, cuando Alfonsín reemplazó como Ministro de Economía al pragmático Bernardo Grinspun, con el más conservador Juan Sourrouille. Sorrouille redujo la política de indexación salarial de su predecesor (en un 25% de inflación mensual), lo que provocó una repentina disminución de los salarios reales. El descontento social se vio agravado por objeciones militares a fuertes recortes presupuestarios y las amenazas de levantamiento se volvieron frecuentes.
Cumpliendo una promesa de campaña de 1983, Alfonsín reaccionó ante la falta de voluntad militar para enjuiciar a los culpables del terrorismo de Estado perpetuado por el gobierno militar entre 1976 y 1983 (que costó la desaparición de alrededor de 30.000 personas), promoviendo un Juicio a las Juntas, cuyas primeras audiencias se realizaron en abril y que finalizarían con la sentencia a los líderes de dichas juntas en diciembre de 1985.
Este audaz movimiento en el plano político, fue complementado en lo económico por la promulgación, en junio, del Plan Austral de Sourrouille, cuya pieza central, el austral argentino, reemplazaría al inútil peso argentino en 1,000 a uno. La inflación, que había llegado al 30% mensual en junio (1.130% en el año), cayó al 2% en agosto y, aunque la congelación salarial evitó que aumentaran los ingresos reales, estas nuevas tasas de inflación (las más bajas desde 1974) llevaron a una rápida recuperación de una fuerte recesión a principios de año. Alfonsín disfrutó de una calificación de aprobación de empleo del 70% en el momento en el que se realizó la elección a principios de noviembre, aunque no le debía nada a sus políticas económicas, que solo contaban con el respaldo del 30% del público.  El Juicio a las Juntas fue el principal motivo de su victoria.

## Resultados
|  | 43,20 % |

|  | 0,38 % |

|  | 43,58 % |

|  | 16,38 % |

|  | 7,83 % |

|  | 0,28 % |

|  | 24,49 % |

|  | 10,11 % |

|  | 0,19 % |

|  | 0,13 % |

|  | 0,07 % |

|  | 0,01 % |

|  | 10,52 % |

|  | 6,07 % |

|  | 1,87 % |

|  | 1,34 % |

|  | 0,33 % |

|  | 0,14 % |

|  | 0,05 % |

|  | 3,72 % |

|  | 2,06 % |

|  | 0,16 % |

|  | 0,08 % |

|  | 0,01 % |

|  | 0,00 % |

|  | 2,30 % |

|  | 1,59 % |

|  | 0,75 % |

|  | 0,70 % |

|  | 0,04 % |

|  | 0,01 % |

|  | 1,49 % |

|  | 1,24 % |

|  | 1,13 % |

|  | 0,62 % |

|  | 0,46 % |

|  | 0,43 % |

|  | 0,33 % |

|  | 0,31 % |

|  | 0,25 % |

|  | 0,23 % |

|  | 0,23 % |

|  | 0,22 % |

|  | 0,13 % |

|  | 0,11 % |

|  | 0,08 % |

|  | 0,07 % |

|  | 0,07 % |

|  | 0,05 % |

|  | 0,04 % |

|  | 0,04 % |

|  | 0,03 % |

|  | 0,02 % |

|  | 0,02 % |

|  | 0,02 % |

|  | 0,02 % |

|  | 0,01 % |

|  | 0,01 % |

|  | 0,01 % |

|  | 0,01 % |

|  | 0,01 % |

|  | 0,01 % |

|  | 0,01 % |

|  | 0,01 % |

|  | 0,00 % |

|  | 0,00 % |

|  | 98,07 % |

|  | 1,31 % |

|  | 0,62 % |

|  | 100 % |

|  | 83,77 % |

## Resultados por provincia
|  | 41,46 % |

|  | 26,98 % |

|  | 10,00 % |

|  | 9,80 % |

|  | 3,99 % |

|  | 3,51 % |

|  | 1,79 % |

|  | 1,02 % |

|  | 0,51 % |

|  | 0,40 % |

|  | 0,30 % |

|  | 0,23 % |

|  | 98,03 % |

|  | 1,40 % |

|  | 0,58 % |

|  | 100 % |

|  | 85,51 % |

|  | 42,90 % |

|  | 25,21 % |

|  | 10,37 % |

|  | 7,88 % |

|  | 5,82 % |

|  | 3,19 % |

|  | 1,77 % |

|  | 1,02 % |

|  | 0,84 % |

|  | 0,40 % |

|  | 0,30 % |

|  | 0,17 % |

|  | 0,07 % |

|  | 0,07 % |

|  | 99,05 % |

|  | 0,42 % |

|  | 0,53 % |

|  | 100 % |

|  | 84,55 % |

|  | 50,77 % |

|  | 43,77 % |

|  | 1,89 % |

|  | 1,21 % |

|  | 1,11 % |

|  | 0,55 % |

|  | 0,45 % |

|  | 0,24 % |

|  | 98,60 % |

|  | 1,07 % |

|  | 0,33 % |

|  | 100 % |

|  | 82,84 % |

|  | 47,66 % |

|  | 44,28 % |

|  | 2,06 % |

|  | 1,59 % |

|  | 1,04 % |

|  | 0,94 % |

|  | 0,83 % |

|  | 0,53 % |

|  | 0,45 % |

|  | 0,25 % |

|  | 0,20 % |

|  | 0,17 % |

|  | 98,69 % |

|  | 0,97 % |

|  | 0,34 % |

|  | 100 % |

|  | 75,92 % |

|  | 43,34 % |

|  | 35,31 % |

|  | 16,64 % |

|  | 1,61 % |

|  | 1,29 % |

|  | 0,80 % |

|  | 0,65 % |

|  | 0,36 % |

|  | 98,37 % |

|  | 0,65 % |

|  | 0,98 % |

|  | 100 % |

|  | 78,63 % |

|  | 52,37 % |

|  | 35,64 % |

|  | 3,84 % |

|  | 3,57 % |

|  | 1,41 % |

|  | 1,16 % |

|  | 1,04 % |

|  | 0,44 % |

|  | 0,27 % |

|  | 0,26 % |

|  | 98,39 % |

|  | 1,11 % |

|  | 0,50 % |

|  | 100 % |

|  | 85,10 % |

|  | 49,25 % |

|  | 25,07 % |

|  | 19,43 % |

|  | 3,05 % |

|  | 2,25 % |

|  | 0,58 % |

|  | 0,18 % |

|  | 0,18 % |

|  | 98,13 % |

|  | 1,28 % |

|  | 0,60 % |

|  | 100 % |

|  | 78,98 % |

|  | 46,61 % |

|  | 39,74 % |

|  | 4,62 % |

|  | 3,99 % |

|  | 1,46 % |

|  | 1,42 % |

|  | 1,29 % |

|  | 0,59 % |

|  | 0,28 % |

|  | 98,59 % |

|  | 0,95 % |

|  | 0,46 % |

|  | 100 % |

|  | 83,88 % |

|  | 44,96 % |

|  | 44,85 % |

|  | 5,59 % |

|  | 1,62 % |

|  | 0,66 % |

|  | 0,60 % |

|  | 0,41 % |

|  | 0,39 % |

|  | 0,38 % |

|  | 0,29 % |

|  | 0,25 % |

|  | 98,21 % |

|  | 0,97 % |

|  | 0,82 % |

|  | 100 % |

|  | 74,39 % |

|  | 34,03 % |

|  | 23,61 % |

|  | 21,13 % |

|  | 15,96 % |

|  | 1,58 % |

|  | 0,92 % |

|  | 0,60 % |

|  | 0,57 % |

|  | 0,43 % |

|  | 0,40 % |

|  | 0,38 % |

|  | 0,38 % |

|  | 97,51 % |

|  | 1,64 % |

|  | 0,85 % |

|  | 100 % |

|  | 79,90 % |

|  | 44,42 % |

|  | 39,97 % |

|  | 8,72 % |

|  | 2,04 % |

|  | 1,58 % |

|  | 0,83 % |

|  | 0,79 % |

|  | 0,56 % |

|  | 0,52 % |

|  | 0,42 % |

|  | 0,16 % |

|  | 98,96 % |

|  | 0,64 % |

|  | 0,40 % |

|  | 100 % |

|  | 87,32 % |

|  | 51,69 % |

|  | 42,05 % |

|  | 1,47 % |

|  | 1,35 % |

|  | 0,88 % |

|  | 0,80 % |

|  | 0,73 % |

|  | 0,59 % |

|  | 0,26 % |

|  | 0,19 % |

|  | 98,31 % |

|  | 1,32 % |

|  | 0,37 % |

|  | 100 % |

|  | 82,44 % |

|  | 53,22 % |

|  | 25,90 % |

|  | 14,74 % |

|  | 1,82 % |

|  | 1,07 % |

|  | 1,02 % |

|  | 0,90 % |

|  | 0,63 % |

|  | 0,33 % |

|  | 0,24 % |

|  | 0,13 % |

|  | 96,89 % |

|  | 2,50 % |

|  | 0,61 % |

|  | 100 % |

|  | 85,97 % |

|  | 54,63 % |

|  | 38,88 % |

|  | 1,64 % |

|  | 1,39 % |

|  | 1,15 % |

|  | 0,54 % |

|  | 0,45 % |

|  | 0,45 % |

|  | 0,38 % |

|  | 0,27 % |

|  | 0,21 % |

|  | 98,68 % |

|  | 0,76 % |

|  | 0,56 % |

|  | 100 % |

|  | 77,54 % |

|  | 39,92 % |

|  | 27,71 % |

|  | 23,63 % |

|  | 2,04 % |

|  | 1,71 % |

|  | 1,36 % |

|  | 1,16 % |

|  | 0,82 % |

|  | 0,48 % |

|  | 0,46 % |

|  | 0,41 % |

|  | 0,29 % |

|  | 97,89 % |

|  | 0,71 % |

|  | 1,40 % |

|  | 100 % |

|  | 84,41 % |

|  | 53,11 % |

|  | 28,11 % |

|  | 7,46 % |

|  | 3,76 % |

|  | 3,10 % |

|  | 2,17 % |

|  | 0,91 % |

|  | 0,58 % |

|  | 0,44 % |

|  | 0,37 % |

|  | 91,34 % |

|  | 6,17 % |

|  | 2,49 % |

|  | 100 % |

|  | 82,19 % |

|  | 35,02 % |

|  | 34,47 % |

|  | 22,69 % |

|  | 3,72 % |

|  | 1,74 % |

|  | 0,61 % |

|  | 0,60 % |

|  | 0,48 % |

|  | 0,38 % |

|  | 0,28 % |

|  | 98,29 % |

|  | 0,89 % |

|  | 0,82 % |

|  | 100 % |

|  | 76,62 % |

|  | 45,44 % |

|  | 27,10 % |

|  | 20,12 % |

|  | 2,78 % |

|  | 2,76 % |

|  | 0,91 % |

|  | 0,41 % |

|  | 0,35 % |

|  | 0,12 % |

|  | 98,61 % |

|  | 0,78 % |

|  | 0,61 % |

|  | 100 % |

|  | 85,94 % |

|  | 47,99 % |

|  | 45,40 % |

|  | 2,55 % |

|  | 1,53 % |

|  | 1,42 % |

|  | 0,56 % |

|  | 0,30 % |

|  | 0,26 % |

|  | 98,65 % |

|  | 1,14 % |

|  | 0,21 % |

|  | 100 % |

|  | 84,76 % |

|  | 47,97 % |

|  | 39,46 % |

|  | 6,41 % |

|  | 2,43 % |

|  | 1,68 % |

|  | 0,59 % |

|  | 0,44 % |

|  | 0,38 % |

|  | 0,33 % |

|  | 0,32 % |

|  | 97,79 % |

|  | 1,38 % |

|  | 0,83 % |

|  | 100 % |

|  | 79,66 % |

|  | 39,64 % |

|  | 34,82 % |

|  | 8,57 % |

|  | 6,85 % |

|  | 4,53 % |

|  | 1,99 % |

|  | 1,53 % |

|  | 0,69 % |

|  | 0,67 % |

|  | 0,30 % |

|  | 0,26 % |

|  | 0,14 % |

|  | 96,94 % |

|  | 2,15 % |

|  | 0,91 % |

|  | 100 % |

|  | 86,51 % |

|  | 49,16 % |

|  | 46,07 % |

|  | 1,68 % |

|  | 1,31 % |

|  | 0,97 % |

|  | 0,58 % |

|  | 0,23 % |

|  | 98,47 % |

|  | 1,09 % |

|  | 0,44 % |

|  | 100 % |

|  | 67,72 % |

|  | 45,46 % |

|  | 44,04 % |

|  | 1,87 % |

|  | 1,48 % |

|  | 1,47 % |

|  | 1,16 % |

|  | 1,10 % |

|  | 0,85 % |

|  | 0,70 % |

|  | 0,51 % |

|  | 0,39 % |

|  | 0,31 % |

|  | 0,30 % |

|  | 0,21 % |

|  | 0,15 % |

|  | 98,71 % |

|  | 0,86 % |

|  | 0,43 % |

|  | 100 % |

|  | 80,73 % |

|  | 34,96 % |

|  | 30,17 % |

|  | 23,12 % |

|  | 5,12 % |

|  | 1,97 % |

|  | 1,28 % |

|  | 1,19 % |

|  | 0,79 % |

|  | 0,37 % |

|  | 0,37 % |

|  | 0,32 % |

|  | 0,32 % |

|  | 95,14 % |

|  | 4,12 % |

|  | 0,74 % |

|  | 100 % |

|  | 71,35 % |

1. ↑  Renunció el 4 de febrero de 1987, lo reemplaza Jorge Carmona el 4 de febrero de 1987.
2. ↑  Renunció el 26 de noviembre de 1987, lo reemplaza Horacio Vicente Cambareri el 26 de noviembre de 1987.
3. ↑  Renunció el 26 de noviembre de 1987, lo reemplaza Carlos Raúl Álvarez el 26 de noviembre de 1987. Carlos Raúl Álvarez renunció el 20 de diciembre de 1988, lo reemplaza Víctor Mariano Sonego el 20 de diciembre de 1988.
4. ↑  Falleció el 5 de junio de 1989, lo reemplaza Mirta Liliana Fernández el 6 de julio de 1989.
5. ↑  Renunció el 3 de agosto de 1989, lo reemplaza  Vicente Ferrer el 3 de agosto de 1989.
6. ↑  Renunció el 8 de julio de 1989, lo reemplaza Rodolfo Antonio Ponce el 19 de julio de 1989.
7. ↑  Falleció el 1 de marzo de 1989, lo reemplaza Aquiles Domingo Fortunio el 8 de marzo de 1989.
8. ↑  Renunció el 9 de julio de 1989, lo reemplaza Yorga Salomón el 19 de julio de 1989.
9. ↑  Renunció el 8 de julio de 1989, lo reemplaza Héctor Domingo Rosella el 19 de julio de 1989.
10. ↑  Renunció el 12 de julio de 1989, la reemplaza Armando P. de Jesús Ribas el 19 de julio de 1989.
11. ↑  Renunció el 6 de diciembre de 1989, no fue reemplazado.
12. ↑  Falleció el 10 de agosto de 1987, lo reemplaza Dermirio Fernando Lucio Herrera el 30 de septiembre de 1987.
13. ↑  Renunció el 6 de marzo de 1986, lo reemplaza José María Soria Arch el 6 de marzo de 1986.
14. ↑  Renunció el 31 de agosto de 1989, lo reemplaza Reinaldo Lindor Zamora el 1 de septiembre de 1989.
15. ↑  Renunció el 19 de septiembre de 1989, lo reemplaza Armando S. Andruet el 20 de septiembre de 1989.
16. ↑  Renunció el 17 de diciembre de 1987, lo reemplaza Emilio Esteban Guidi el 17 de diciembre de 1987.
17. ↑  Renunció el 5 de noviembre de 1987, lo reemplaza Ricardo Argañaraz el 5 de noviembre de 1987.
18. ↑  Renunció el 30 de septiembre de 1987, lo reemplaza Ernesto Jorge Ramírez el 30 de septiembre de 1987.
19. ↑  Renunció el 17 de diciembre de 1987, lo reemplaza Nuin Mauricio Paulino el 28 de diciembre de 1987.
20. ↑  Renunció el 8 de julio de 1989, lo reemplaza Santos Jacinto Dávalos el 19 de julio de 1989.
21. ↑  Renunció el 10 de julio de 1989, lo reemplaza Dante Reinaldo Nassurdi el 19 de julio de 1989.
22. ↑  Falleció el 10 de septiembre de 1986, lo reemplaza Antonio Luis Bonifasi el 17 de septiembre de 1986. Antonio Luis Bonifasi renunció el 11 de julio de 1989, lo reemplaza Juan Alberto Giobergia el 19 de julio de 1989.
23. ↑  Renunció el 13 de julio de 1989, lo reemplaza José Francisco García el 19 de julio de 1989.

## Boletas

### Capital Federal

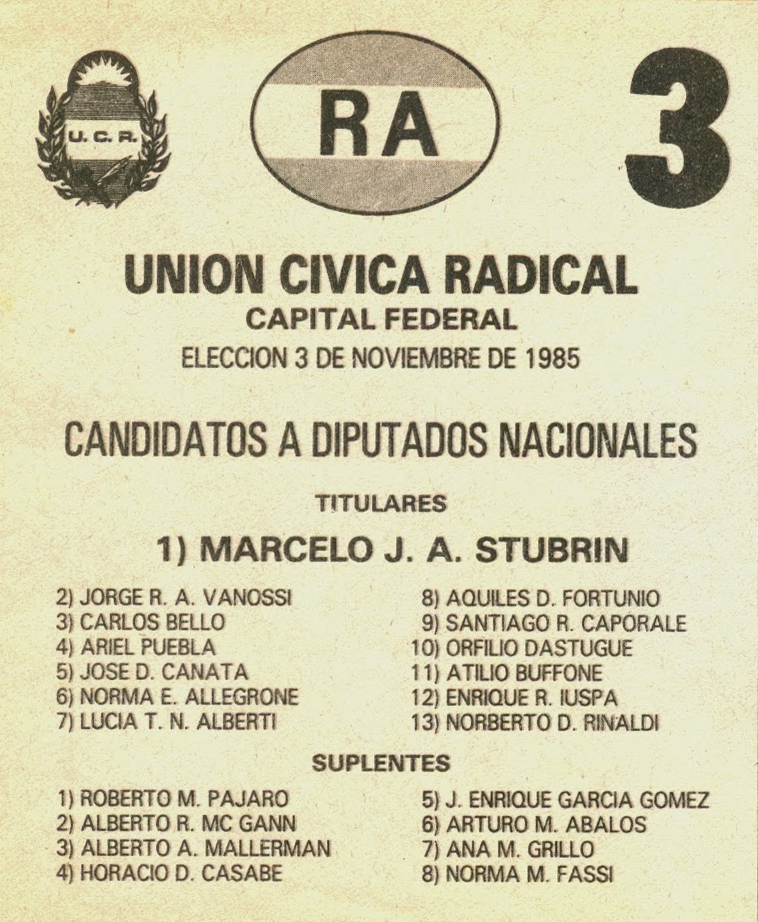
Unión Cívica Radical
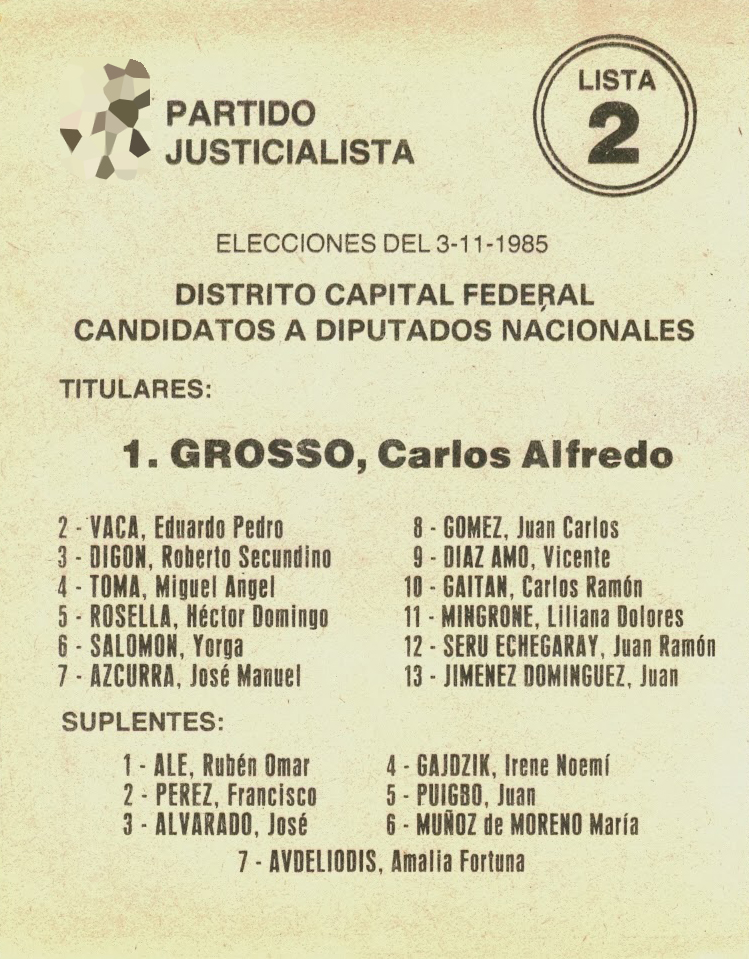
Partido Justicialista
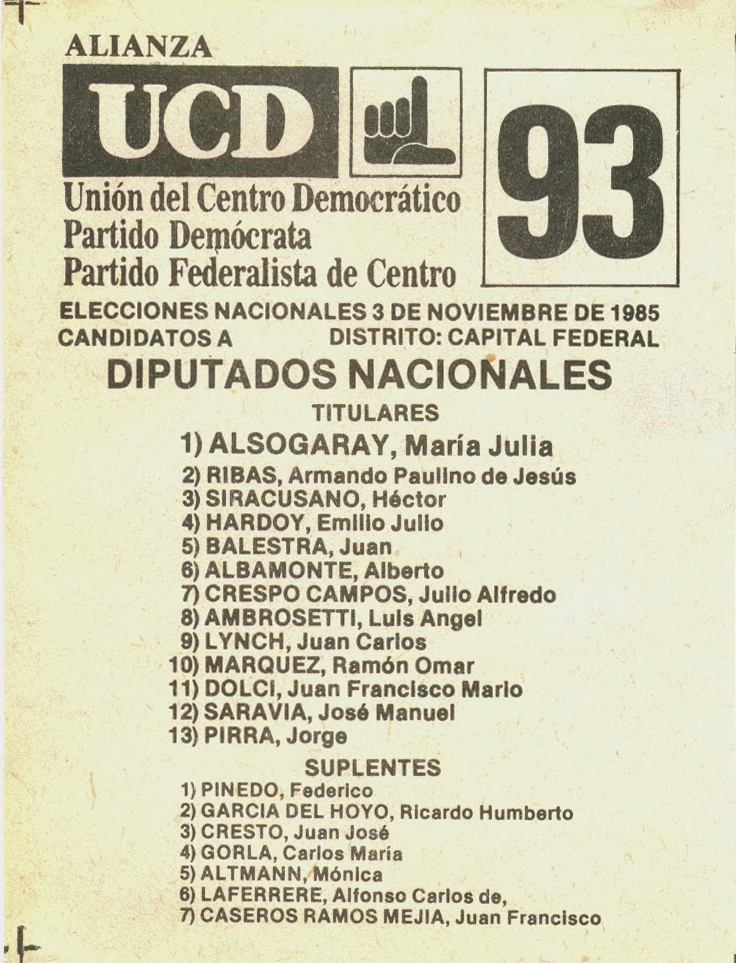
Unión del Centro Democrático
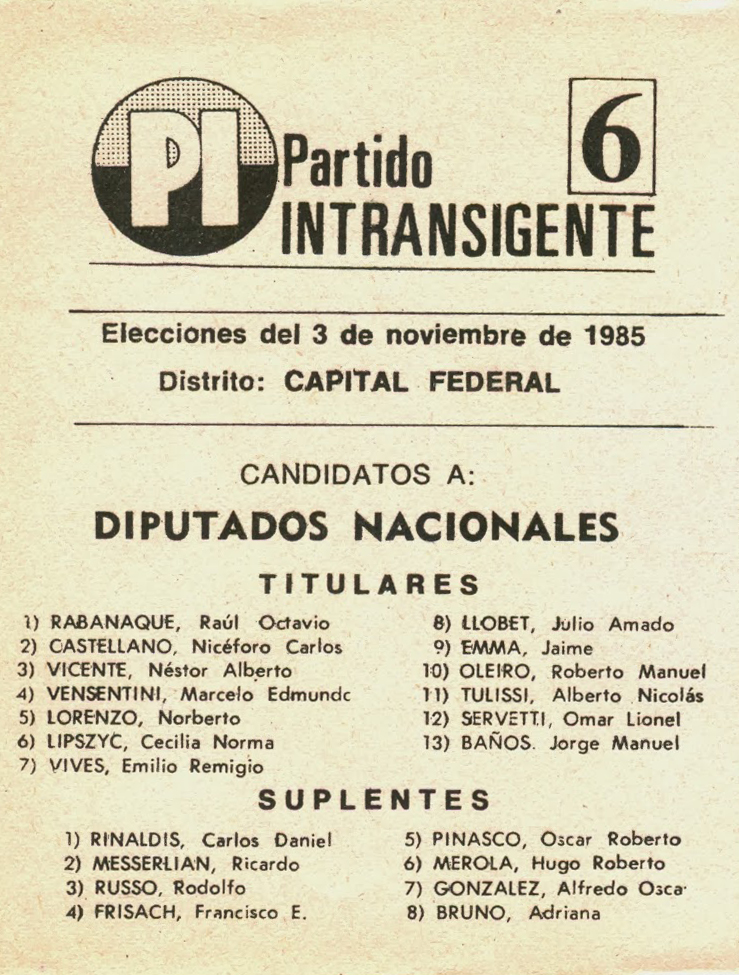
Partido Intransigente
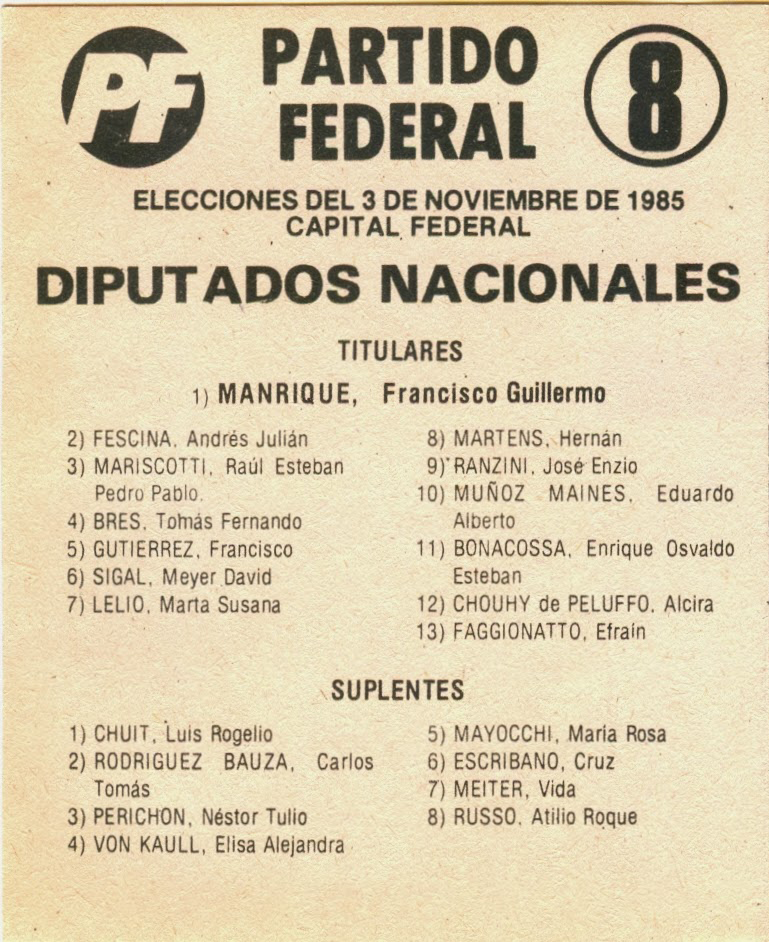
Partido Federal
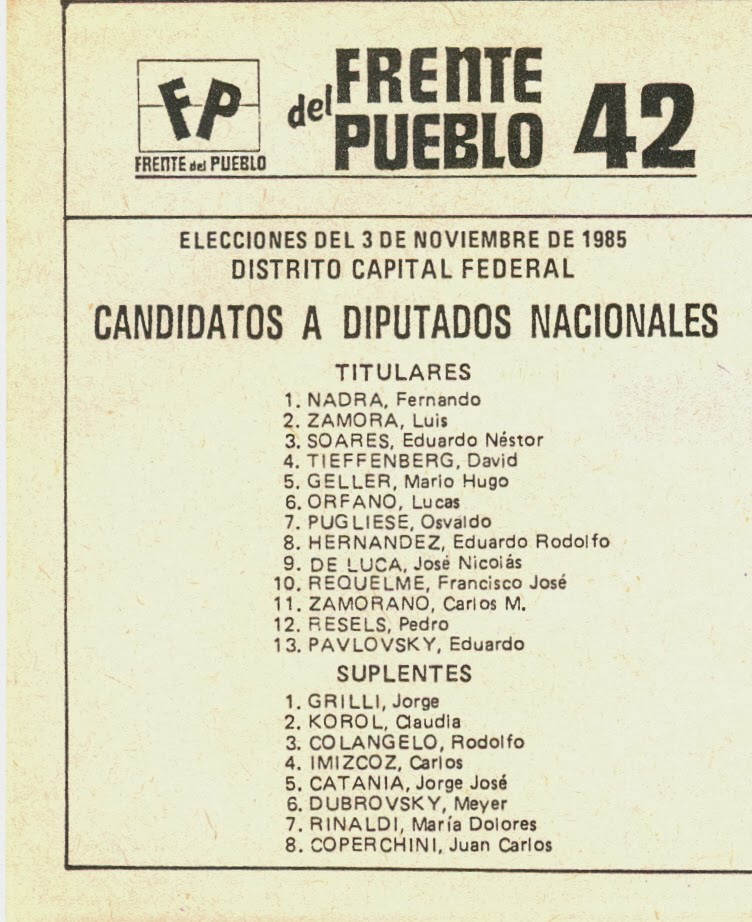
Frente del Pueblo
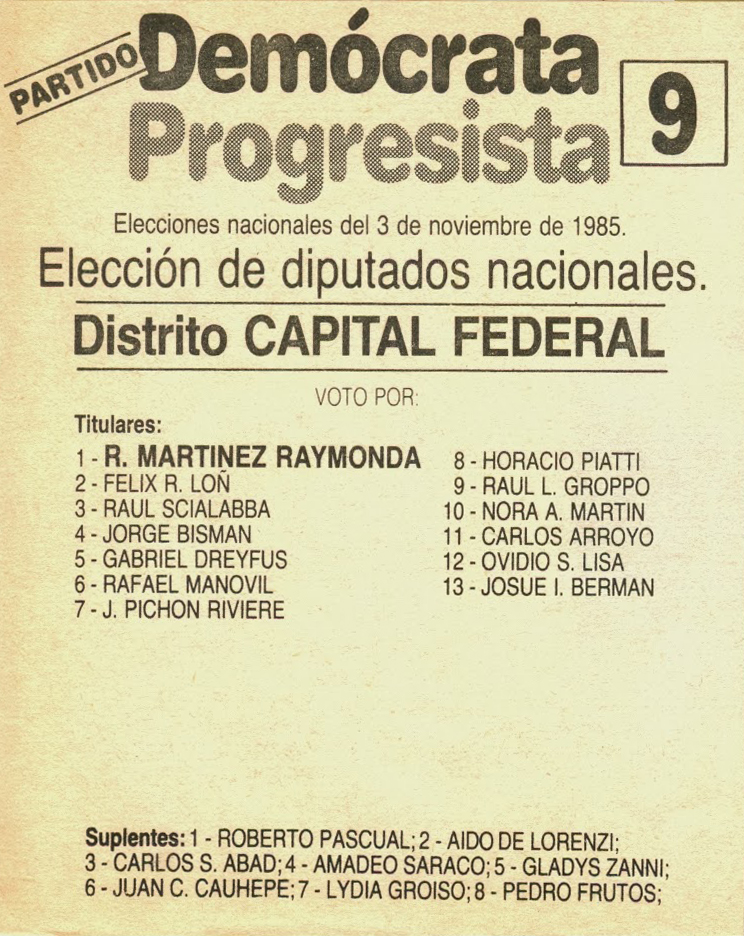
Partido Demócrata Progresista
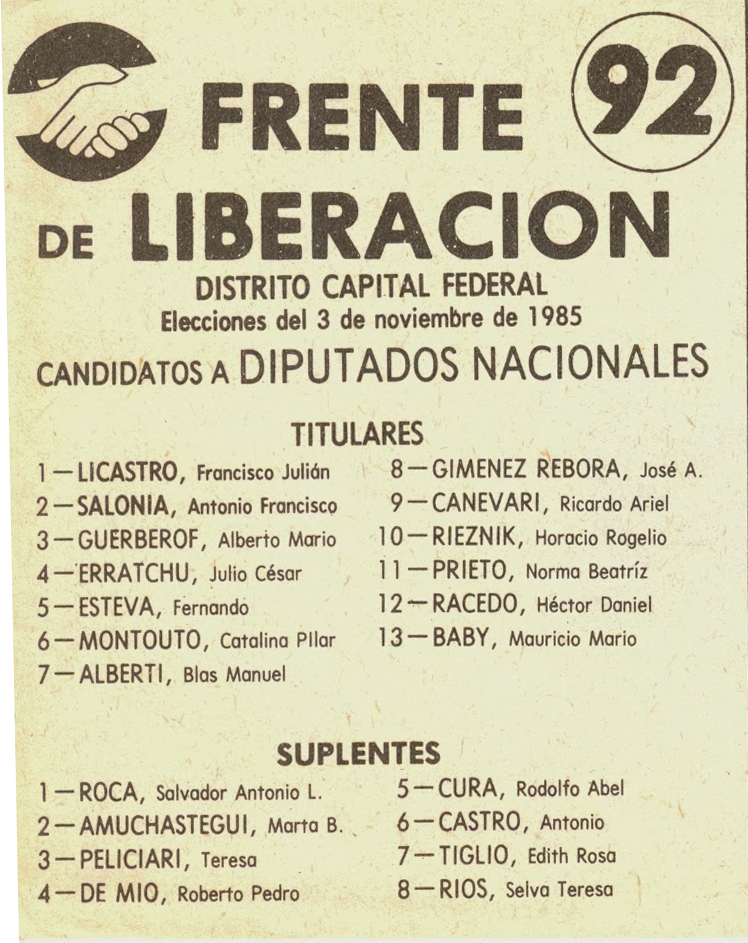
Frente de Liberación
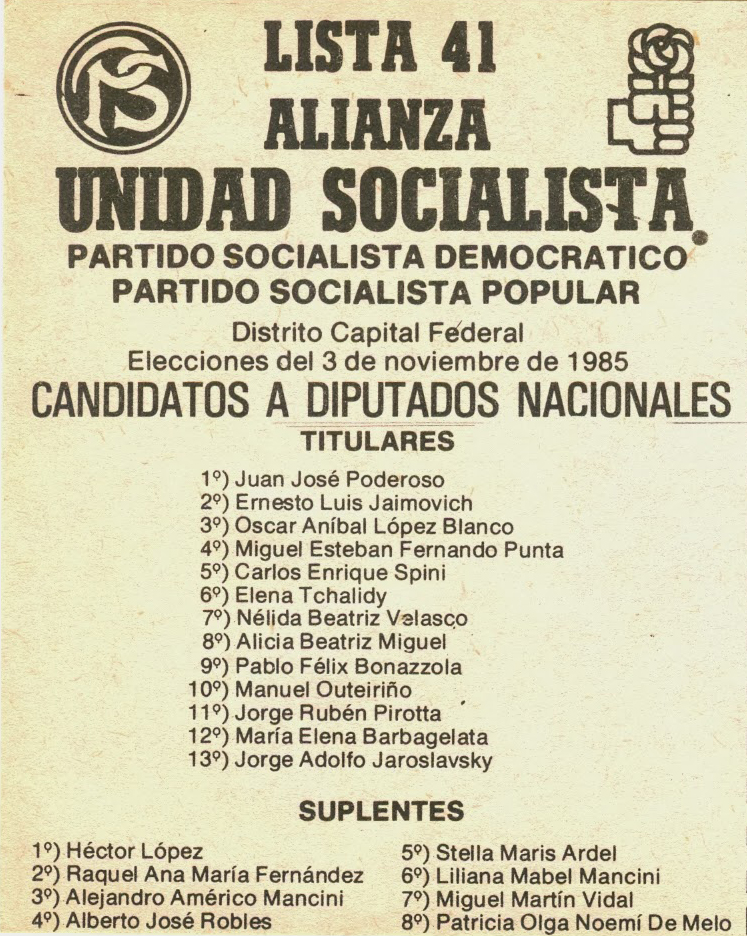
Unidad Socialista
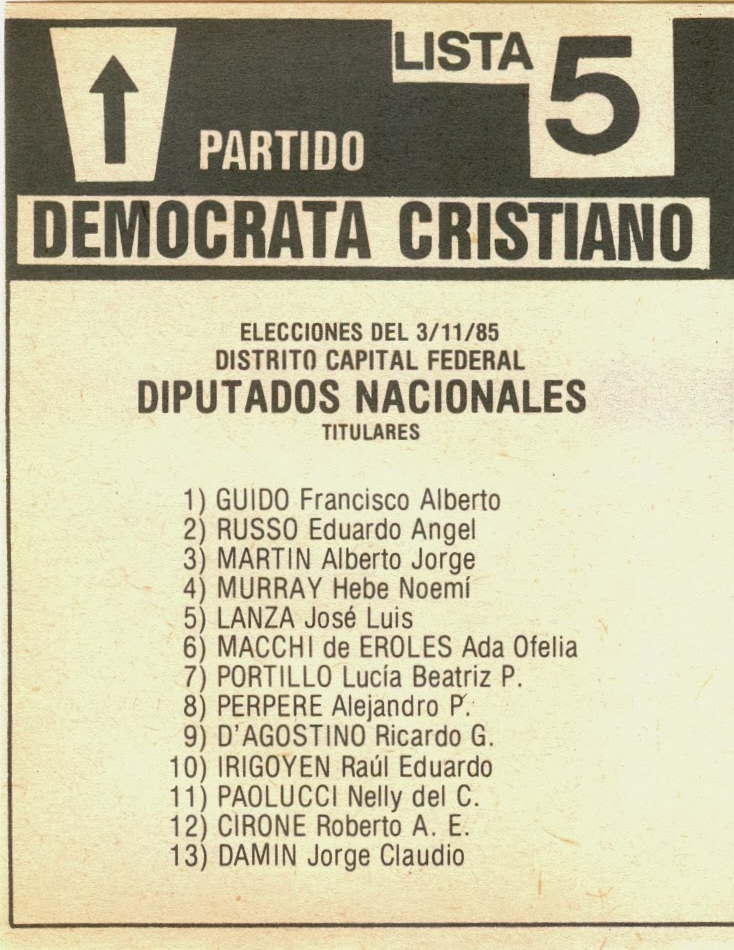
Partido Demócrata Cristiano
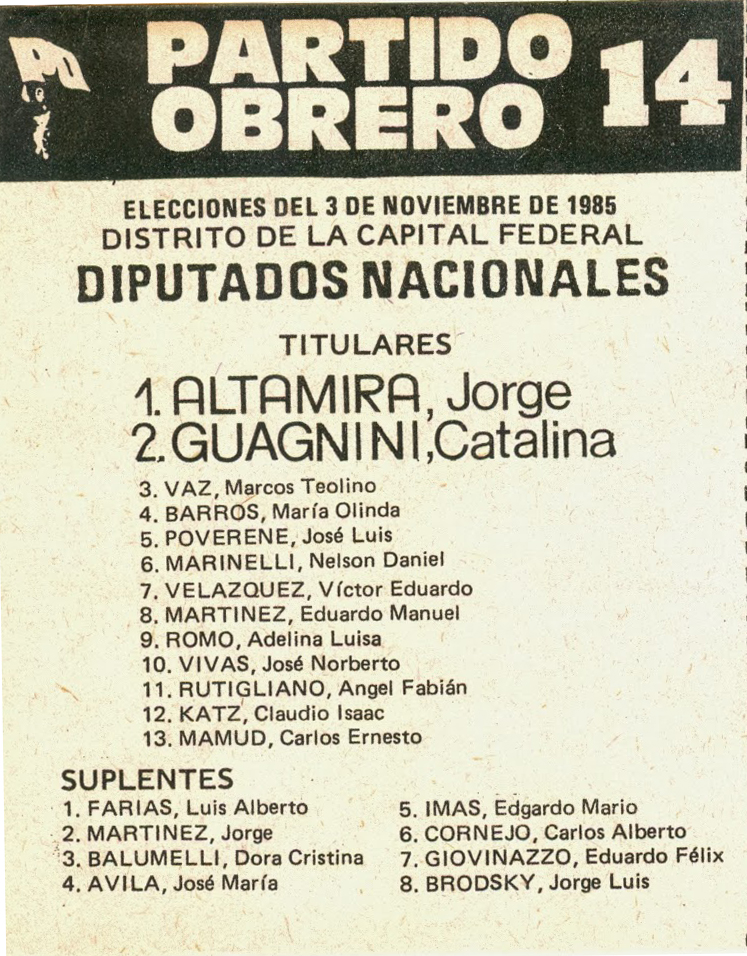
Partido Obrero
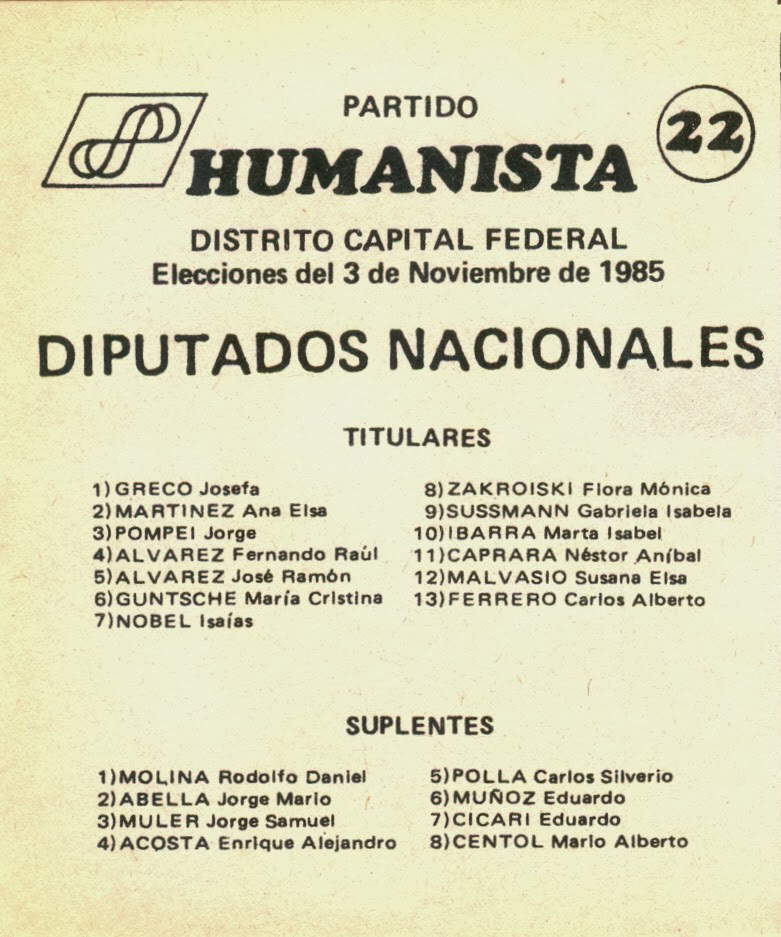
Partido Humanista
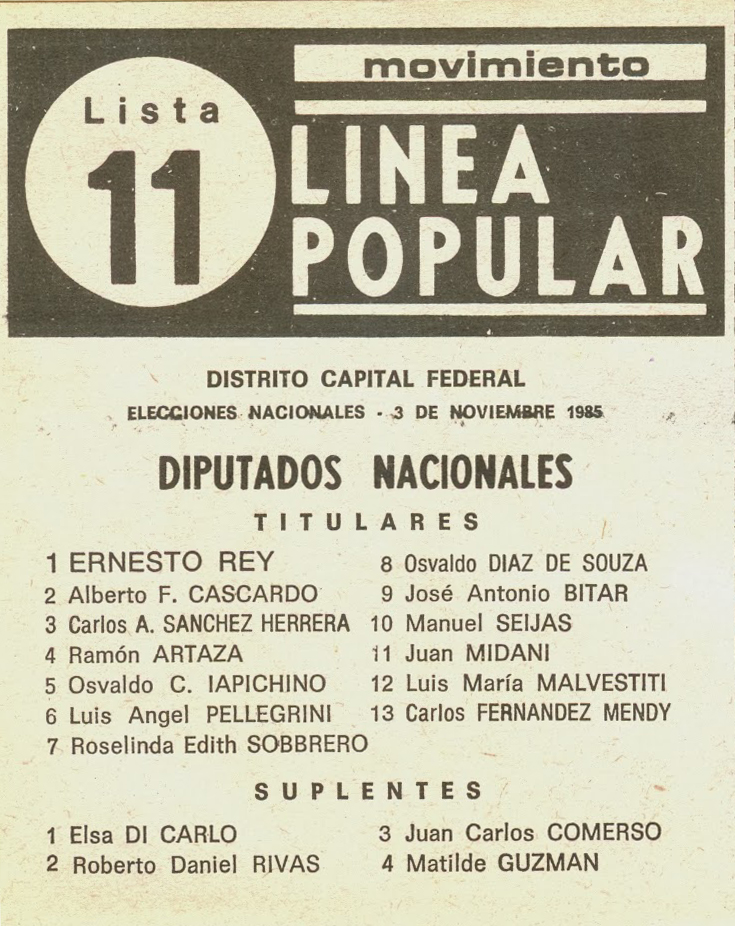
Movimiento Línea Popular
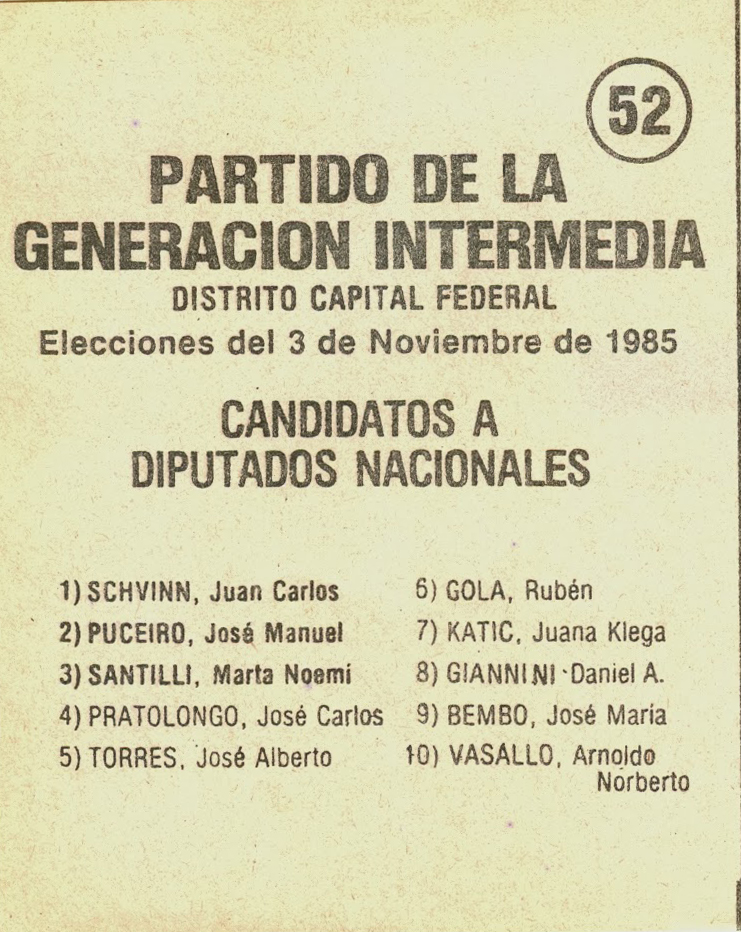
Generación Intermedia

### Provincia de Buenos Aires

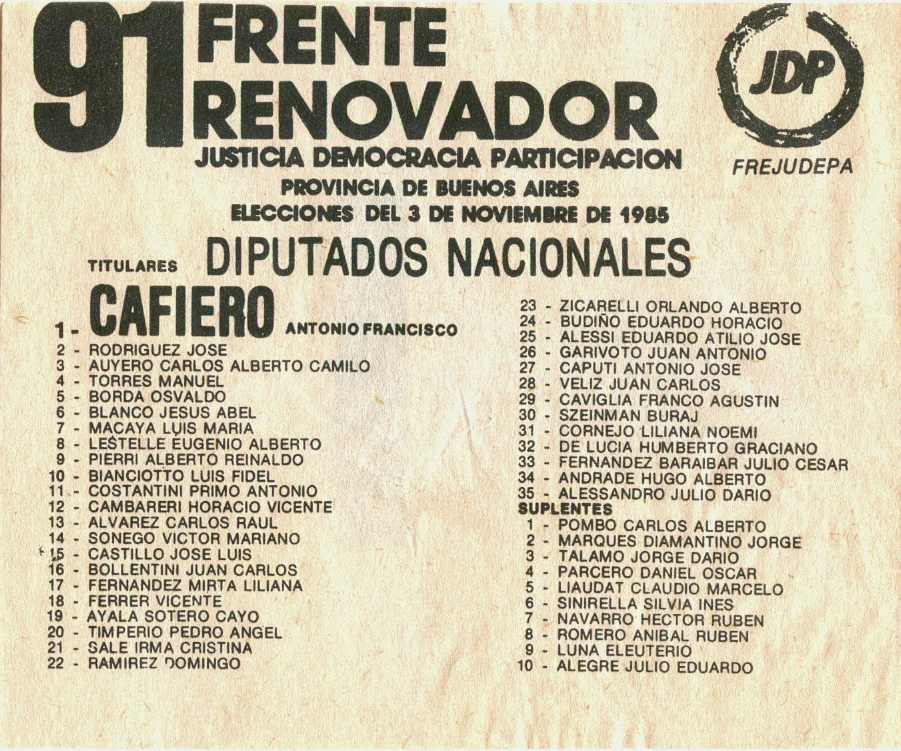
Frente Renovador
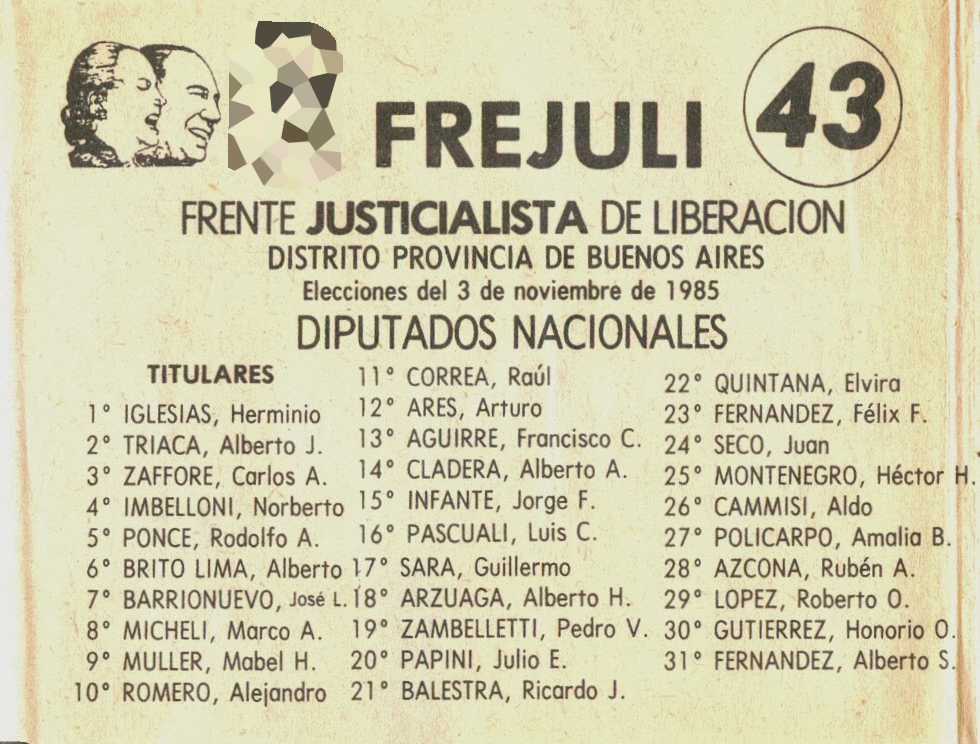
Frente Justicialista de Liberación
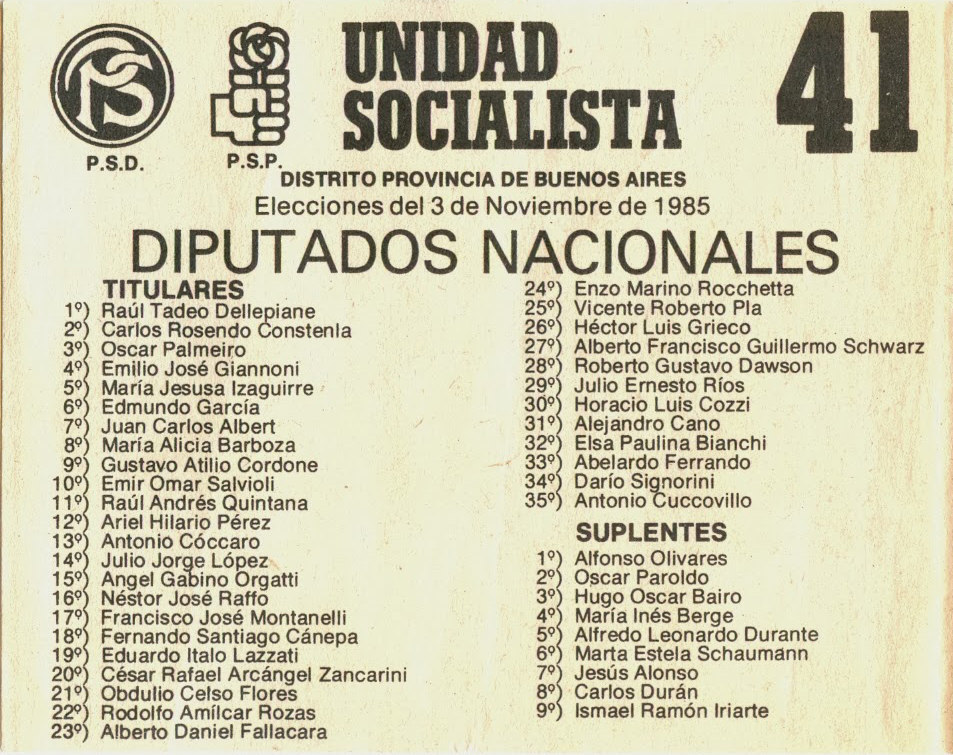
Unidad Socialista